# Sirka-Stadion
Das Sirka-Stadion (ukrainisch Зірка стадіон) ist ein Fußballstadion mit Leichtathletikanlage in der zentralukrainischen Industriestadt Kropywnyzkyj. Der Erstligist FK Sirka Kropywnyzkyj und der Fußballverein Olympic nutzen die Spielstätte.
Die 1934 erbaute Anlage wurde von 2013 bis 2014 renoviert und zum Multifunktionsstadion umgebaut.
Es bietet Sitzplätze für 14.628 Zuschauer.